# Young England
Young England est un groupe politique de l'Époque victorienne né sur les terrains de jeu de Cambridge, Oxford et Eton. Pour la plupart, sa composition officieuse se limite à un groupe dissident d'aristocrates conservateurs qui ont fréquenté l'école publique ensemble, parmi eux George Smythe, Lord John Manners, Henry Thomas Hope et Alexander Baillie-Cochrane. Le chef du groupe et figure de proue, cependant, est Benjamin Disraeli, qui pourtant n'a ni un passé aristocratique ni une éducation à Eton ou à Cambridge.
Richard Monckton Milnes est crédité d'avoir inventé le nom de Young England, un nom qui suggérait une relation entre Young England et les groupes du milieu du siècle Young Ireland, Young Italy et Young Germany. Cependant, ces organisations politiques, bien que nationalistes comme Young England, jouissaient d'un soutien populaire considérable et étaient socialement libérales et politiquement égalitaires.
Young England propose une vision conservatrice et romantique de conservatisme social. Son message politique décrit un féodalisme idéalisé : un monarque absolu et une Église établie forte, avec la philanthropie de la noblesse obligée comme base de sa forme paternaliste d'organisation sociale.

## Expansion
Grâce à des discours à la campagne et à la distribution de brochures, Young England tente sporadiquement de faire du prosélytisme auprès des classes populaires. Cependant, les quelques tracts, la poésie et les romans qui incarnent la vision sociale de Young England sont dirigés vers une "nouvelle génération" de conservateurs instruits, religieux et socialement conscients, qui, comme les jeunes anglicans, sont consternés par les effets de déspiritualisation, de l'industrialisation et de l'amoralité perçue de la philosophie de Jeremy Bentham, qu'ils imputent également aux injustices sociales victoriennes. Ainsi, Young England est inspiré par la même réaction au radicalisme individualiste et rationaliste qui engendre le mouvement d'Oxford, le mouvement évangélique et le toryisme social de Robert Peel et Lord Ashley. L'association Young England avec le Mouvement d'Oxford peut être attribuée à l'influence précoce de Frederick William Faber (1814–1863), un disciple de John Henry Newman, sur Lord John Manners et George Smythe.
Comme les fondateurs du mouvement d'Oxford qui s'opposaient ardemment au radicalisme victorien centré sur l'autodétermination économique compétitive, les fondateurs de Young England ont rejeté l'éthique utilitaire, blâmé la classe privilégiée d'avoir abdiqué sa direction morale et blâmé l'église d'avoir négligé ses devoirs envers le pauvres, dont l'aumône. Élargissant la vénération des Tractariens pour le passé religieux afin de proposer un programme politique réactionnaire, Young England prétend avoir trouvé le modèle d'un nouvel ordre social victorien dans le passé féodal chrétien de l'Angleterre.
Comme l'évangélisme, Young England reflète l'enthousiasme pour affronter la crise bourgeoise de la conscience victorienne. Dans leur plaidoyer pour une autorité ecclésiastique exclusive, quoique tolérante, le plan de Young England pour une église d'État revitalisée suit la conception de Coleridge d'une intelligensia anglaise.

## Littérature
Disraeli décrit les principes de Young England dans The Vindication of the English Constitution (1835), qui débute typiquement par une attaque contre les croyances utilitaires, mais Lord John Manners et George Smythe ont diffusé plus largement ses idéaux néo-féodaux sous forme de vers et de récits.
À l'instar de l'ouvrage de Manners England Trust and Plea for National Holy-days (1843), George Smythe Historical Fancies (1844) imagine sérieusement un renouveau du féodalisme, mais les solutions que Manners et Smythe proposent pour les troubles industriels sont, malgré le caractère de plus en plus urbain, de la société victorienne, principalement agraire.
La trilogie de Disraeli Coningsby (1844), Sybil (1845) et Tancred (1847) détaille les arguments intellectuels de Young England tout en montrant une sympathie éclairée pour les pauvres d'Angleterre. Tancred, cependant, note un éloignement des idéaux de Young England et est publié à une époque où Young England en tant que groupe politique a en grande partie disparu.
Les trois romans élaborent respectivement le message politique, social et religieux de Young England, qui comprend la réforme des conditions de travail industrielles et, avec une église bien établie, la tolérance religieuse des catholiques et des juifs.

## Rôle politique
Dans leurs activités politiques, Young England s'est appuyée sur l'efficacité de son alliance au Parlement et s'est fait entendre politiquement dans les années 1840. La plupart des réalisations de Young England à la Chambre des communes l'ont été par le biais de coalitions temporaires avec les conservateurs sociaux et les radicaux. En luttant contre la New Poor Law avec les tories sociaux, ils se sont parfois également rangés du côté des Benthamites, comme en 1844, lorsque Young England aide les radicaux à rejeter un projet de loi qui aurait renforcé les pouvoirs des magistrats chargés des conflits du travail.

## Déclin
Attestant de sa base politique fragile et étroite, Young England est mort avec à peine une nécrologie quelques années après 1847, lorsque Disraeli s'est effectivement retiré de la coalition parlementaire. Les désaccords de Disraeli sont principalement avec son rival conservateur de longue date, Robert Peel.
En 1845, l'opportunisme politique de Disraeli avait déjà entamé la crédibilité de Young England. Cette année-là, Disraeli s'oppose au Maynooth Grant Bill, un acte législatif qui augmente de façon permanente le financement du séminaire catholique romain de Maynooth en Irlande.
De plus, l'opposition de Disraeli à l'abrogation des Corn Laws en 1846 le liait plus étroitement aux intérêts aristocratiques fonciers.

## Héritage
Contrairement au torysme social, auquel il ressemblait philosophiquement, Young England n'a pas survécu pour affronter et s'opposer à la renaissance socialiste des années quatre-vingt. Au mieux, Young England a influencé la législation de réforme du début de l'ère victorienne, mais n'a jamais réussi à obtenir le soutien populaire nécessaire pour réaliser même partiellement sa vision sociale profondément conservatrice.
Les rêves utopiques et néo-féodaux de Manners, Smythe et Disraeli reflètent la même crise de conscience victorienne qui a inspiré le socialisme owénite également utopique de la gauche politique. Comme l'owénisme, Young England échoue rapidement, mais trop ambitieusement conservatrice dans une nouvelle ère démocratique, elle échoue discrètement sans être expérimentée.